# Leopold de Rothschild
Leopold de Rothschild, (22 novembre 1845 - 29 mai 1917) est un banquier britannique, éleveur de chevaux de course Pur-sang et membre de la famille Rothschild.

## Biographie
Léopold de Rothschild est le troisième fils et le plus jeune des cinq enfants de Lionel de Rothschild (1808–1879) et de Charlotte von Rothschild (1819–1884). Il fait ses études à la King's College School puis poursuit ses études au Trinity College à Cambridge .
Il entre dans NM Rothschild & Sons à Londres, l'entreprise bancaire de la famille. À la mort de son oncle Mayer Amschel de Rothschild en 1874, il prend la tête de l'entreprise bancaire de la famille à Londres et reprend la plupart des fonctions publiques de son oncle. Il hérite également d'Ascott House à Ascott, dans le Buckinghamshire.
Il est lieutenant adjoint et juge de paix pour le comté de Buckinghamshire. Il est investi comme Commandant de l'Ordre Royal Victorien (CVO) par le Roi Édouard VII au Palais de Buckingham le 11 août 1902. Il est président de l'Ordre britannique de la miséricorde, qui a reçu sa femme en 1911. Il est également actif dans la communauté anglo-juive, en tant que vice-président de l'Association anglo-juive, président de la Jewish Emigration Society et trésorier du Conseil juif des députés de Londres.
Passionné de sport, il fonde le Southcourt Stud à Southcote, dans le Bedfordshire. Il rassemble une écurie avec certains des meilleurs pur-sang d'Europe, ses chevaux remportant un certain nombre de courses prestigieuses, dont le Derby d'Epsom, St. Leger Stakes et les 2000 Guinées. Lors du Derby d'Epsom de 1879 et 1904, ses propres chevaux ont obtenu la coupe.

## Vie privée
En 1881, il épouse Marie Pérouse (1862-1937). Elle est la fille d'un marchand de Trieste, Achille Perugia. Sa sœur Louise épouse Arthur Sassoon. Un ami proche, SAR Edward, prince de Galles assiste au mariage à la synagogue centrale de Londres. Le mariage a trois fils:
- Lionel Nathan de Rothschild (1882–1942)
- Evelyn Achille de Rothschild (1886–1917)
- Anthony Gustav de Rothschild (en) (1887–1961)

Ils résident à Gunnersbury Park, un domaine qui à une époque a été la résidence de la princesse Amelia, fille de George II. Le manoir abrite aujourd'hui le musée Gunnersbury Park. Collectionneur d'art, il possède un certain nombre de tableaux importants d'artistes tels que Jan Davidszoon de Heem.
En 1912, William Tebbit tente de l'assassiner, tirant cinq coups de revolver sur son véhicule et le criblant de balles.
Après sa mort le 29 mai 1917, il est inhumé dans le carré familial au cimetière juif de Willesden dans la banlieue nord de Londres de Willesden.